# Josef Miner
Josef Miner (ur. 15 lipca 1914 w Wrocław, zm. w 1944 w Huși) – niemiecki bokser, medalista olimpijski.
Brązowy medalista letnich igrzysk olimpijskich w Berlinie w kategorii piórkowej. Brązowy medal wywalczył w pojedynku z Dezső Frigyesem.
Mistrz Niemiec w 1934 w wadze koguciej, w 1936 i 1937 w kategorii piórkowej, oraz wicemistrz kraju w 1935 roku w tej samej wadze.
Zginął w trakcie II wojny światowej w okolicach Huși.